# Мандзукас, Яннис Владимирович
Яннис Владимирович Мандзукас (узб. Yannis Vladimirovich Mandzukas}; 8 мая 1984 года, Чирчик, Узбекская ССР, СССР) — узбекистанский футболист греческого происхождения, полузащитник.
Начинал карьеру в чирчикском клубе «Кимёгар» в 2000 году. С 2007 года играл за ташкентский «Курувчи» / «Бунёдкор» (с перерывом на выступления в ташкентском «Локомотиве»).
В 2007 году сыграл за сборную Узбекистана 4 матча, забил 1 гол (в дебютном матче против сборной Кыргызстана).

## Достижения
- Чемпион Узбекистана: 2010, 2011
- Обладатель Кубка Узбекистана: 2010
- Серебряный призёр чемпионата Узбекистана: 2007
- Финалист Кубка Узбекистана: 2007